# シルバーピーナッツバターフルーツ
シルバーピーナッツバターフルーツ(Silver peanut butter fruit, Bunchosia argentea)は、アセロラの属するキントラノオ科の顕花植物である。ベネズエラ、コロンビア、ペルー、ブラジル、ガイアナ、スリナムの在来種である。ピーナッツバターに似て美味しく、柔毛で覆われた小さな橙赤色の果実を付ける。葉は先端が尖っており、背軸面には銀色または金色の密集した柔毛がある。
ピーナッツバターフルーツ(Bunchosia glandulifera)と似ており、しばしば混同される。主な違いは、葉にある。さらに、シルバーピーナッツバターフルーツは栽培されていない。